# 叙利亚占领下的黎巴嫩
叙利亚占领下的黎巴嫩是指叙利亚复兴党政权对黎巴嫩的军事占领。敘利亞介入黎巴嫩內戰後，从1976年開始就佔領黎巴嫩一部分，拉菲克·哈里里遇刺後，在外界的壓力下，敘利亞於2005年4月30日撤出黎巴嫩。